# إد جايدا
إد جايدا (11 مايو 1927 في الولايات المتحدة - ) (بالإنجليزية: Ed Gayda)‏ هو لاعب كرة سلة أمريكي في مركز هجوم صغير الجسم. لعب مع أتلانتا هوكس وWashington State Cougars men's basketball ‏.

## وصلات خارجية
- إد جايدا على موقع إن بي أي (الإنجليزية)
- إد جايدا على موقع سبورتس رفرنس (الإنجليزية)
- إد جايدا على موقع كلية كرة السلة في سبورتس رفرنس.كوم (الإنجليزية)
- إد جايدا على موقع ريلجم (الإنجليزية)
- إد جايدا على موقع بروبوليرز (الإنجليزية)